# Diaetologe
Diaetologin/Diaetologe ist ein gesetzlich geregelter Gesundheitsberuf in Österreich und gehört zu den gehobenen medizinisch-technischen Diensten (MTD). Diaetologen absolvieren ein dreijähriges Studium an einer Fachhochschule in Wien, St. Pölten, Bad Gleichenberg, Linz oder Innsbruck und nach Abschluss ihres Studiums und dem Eintrag ins Gesundheitsberuferegister erhalten Diaetologen eine Berufsberechtigung. Damit verbunden sind u. a. das Einhalten von Berufspflichten wie Verschwiegenheitsverpflichtung, Verpflichtung zur laufenden Fort- und Weiterbildung, Einhaltung wissenschaftlich, evidenzbasierter Therapien sowie die Dokumentationspflicht. Im Gegensatz zu vielen anderen Ernährungsberufen sind Diaetologen neben Ärzten die einzige Berufsgruppe, die laut Gesetz kranke und krankheitsverdächtige Personen ernährungstherapeutisch bzw. diaetologisch behandeln und beraten dürfen. Bei Vorliegen einer medizinischen Diagnose ist eine ärztliche Anordnung bzw. Zuweisung erforderlich. Diaetologen setzen eigenverantwortlich die medizinisch verordnete Ernährungstherapie um. Die Berufsbezeichnung „Diaetologin/Diaetologe“ ist gesetzlich geregelt und darf nur nach Absolvierung der dreijährigen Ausbildung verwendet werden. Die entsprechende Bezeichnung in Deutschland lautet Diätassistent, in der Schweiz Diplom-Ernährungsberater HF/FH.

## Definition Diaetologie/Diätetik
Die Diaetologie reflektiert wissenschaftliche Erkenntnisse relevanter Bezugswissenschaften (z. B. Medizin, Ernährungswissenschaft, Psychologie, Soziologie) und generiert neue wissenschaftliche Erkenntnisse. Sie umfasst diaetologisches Assessment, diaetologische Diagnose, diaetologische Zielsetzung, diaetologische Intervention und Monitoring sowie Outcomes-Evaluation. Ihr Hauptziel ist die individuelle diaetologische Intervention um krankheitsbedingte Störungen zu verhindern oder zu behandeln und so die Lebensqualität zu verbessern oder zu erhalten. Die Diaetologie ist somit die Lehre von verschiedenen Ernährungs- und Diätformen und liegt im Hauptverantwortungsbereich von Diaetologen.
Im Unterschied zu Diätetik: Das Hauptziel der Diätetik sind die individuelle Diätberatung oder Ernährungsinterventionen, um krankheitsbedingte Störungen zu verhindern oder zu behandeln bzw. zum Erhalt oder zur Verbesserung der Lebensqualität sowie der Behandlung spezifischer Nährstoffmängel. Die Diätetik beinhaltet die Ernährungsanamnese und -beratung mit oder ohne Ernährungsintervention zur Verbesserung der Ernährungssituation bei ernährungsabhängigen Erkrankungen.

## Berufsgeschichte Österreichs
Am 13. März 1930 wurde die erste österreichische Diätschule am Krankenhaus Lainz an der neu gegründeten „Sonderabteilung für Stoffwechsel- und Ernährungsstörungen und für diätetische Heilmethoden“ unter der Leitung von Carl von Noorden eröffnet. Carl von Noorden wurde damals von Julius Tandler von Deutschland nach Wien berufen, um diese Abteilung aufzubauen. Herzstück dieser Abteilung war die Diätküche, wo für die Patienten die Diätverpflegung zubereitet wurde. Innerhalb von sechs Jahren wurden etwa 150 Diätschüler zu DiätassistentInnen in ein- bis eineinhalbjährigen Lehrkursen ausgebildet, die dann im In- und Ausland sehr gefragt waren. Durch die politischen Ereignisse im Jahre 1938 fand das deutsche Reichsgesetz Anwendung, die Ausbildung wurde auf zwei Jahre verlängert und die Berufsbezeichnung „DiätassistentIn“ wurde staatlich anerkannt.
Am 22. März 1961 kam es zu einer Neuregelung der Aufnahme- und Ausbildungsvorschriften im Krankenpflege-Gesetz und der Ausbildung der med.-techn. Dienste (BGBl. Nr. 102/1961). Das Krankenpflegegesetz wurde in den Jahren 1967, 1969, 1970 und 1973 überarbeitet sowie durch die Ausbildungs- und Prüfungsordnung für medizinisch-technische Dienste laut Verordnung vom 20. Juni 1974 (BGBl. Nr. 560/1974) ergänzt. Am 31. Juli 1992 gelang nach 15-jährigen Verhandlungen die Verabschiedung eines eigenen Berufs- und Ausbildungsgesetzes für die Gruppe der gehobenen medizinisch-technischen Dienste (BGBl Nr. 460/1992). Mit diesem Gesetz wurden wichtige Meilensteine in der Weiterentwicklung des Berufes gesetzt wie die Ausbildung an Akademien sowie die Adaptierung der Berufsbezeichnung auf Diplomierte DiätassistentIn & Ernährungsmedizinische BeraterIn.
Am 5. Juli 2005 trat die nächste große Gesetzesnovellierung in Kraft. Mit dieser Novellierung wurde die Möglichkeit geschaffen, die Ausbildung an einer Fachhochschule zu absolvieren, mit dem akademischen Abschluss "Bachelor of Science in Health Studies". Weiters wurde die Berufsbezeichnung auf Diaetologe/Diaetologin geändert. Im Jänner 2006 wird die Ausbildungsverordnung für die Fachhochschulstudiengänge veröffentlicht. Die Fachhochschulträger von Niederösterreich, der Steiermark und Salzburg stellen Anträge für MTD-Fachhochschulstudiengänge an den Fachhochschulrat.

## Berufsbild
Das Berufsbild von Diaetologinnen und Diaetologen sowie Berufsrechte und -pflichten sind im Bundesgesetz über die gehobenen medizinisch-technischen Dienste (MTD-Gesetz BGBl. Nr. 460/1992 i.d.g.F.) verankert:
"Der Diätdienst und ernährungsmedizinische Beratungsdienst umfaßt die eigenverantwortliche Auswahl, Zusammenstellung und Berechnung sowie die Anleitung und Überwachung der Zubereitung besonderer Kostformen zur Ernährung Kranker oder krankheitsverdächtiger Personen nach ärztlicher Anordnung einschließlich der Beratung der Kranken oder ihrer Angehörigen über die praktische Durchführung ärztlicher Diätverordnungen innerhalb und außerhalb einer Krankenanstalt; ohne ärztliche Anordnung die Auswahl, Zusammenstellung und Berechnung der Kost für gesunde Personen und Personengruppen oder Personen und Personengruppen unter besonderen Belastungen (zB Schwangerschaft, Sport) einschließlich der Beratung dieser Personenkreise über Ernährung."
Auf europäischer Ebene wird der Beruf von der EFAD (European Federation of the Associations of Dietitians) wie folgt definiert:
“ Die/der Diaetologin/Diaetologe, ist eine staatlich geprüfte Person, die in den Fächern Ernährungswissenschaften und Diätetik ausgebildet ist. Ihr ernährungswissenschaftliches Wissen wendet sie an, um bei Einzelnen oder Gruppen in Gesundheit oder Krankheit für eine gesunde Ernährung zu sorgen bzw. die ihr anvertrauten Personen über ein gesundes Ernährungsverhalten zu unterrichten. Der berufliche Rahmen, in dem Diätetik ausgeübt wird, gestaltet sich unterschiedlich: Die/der Diaetologin/Diaetologe, arbeitet in unterschiedlichen beruflichen Settings und erfüllt dabei in ihrer Arbeit unterschiedliche Aufgaben.“
Die diaetologischen Kompetenzen können in folgende Gebiete unterteilt werden:
- Grundlagenwissen
- Sozialkommunikative Kompetenzen und Selbstkompetenzen
- Durchführung des diaetologischen Prozesses und Clinical Reasoning
- Eigenverantwortung und Qualitätssicherung
- Evidenzbasierte diaetologische Praxis
- Wissenschaftliche Kompetenzen

## Berufsrechte und -pflichten
Zur berufsmäßigen Ausübung eines bestimmten in diesem Bundesgesetz geregelten gehobenen medizinisch-technischen Dienstes ist berechtigt, wer
1. handlungsfähig in allen Belangen im Hinblick auf die Berufsausübung ist,
2. die für die Erfüllung der Berufspflichten notwendige gesundheitliche Eignung und Vertrauenswürdigkeit besitzt,
3. eine Ausbildung an einer medizinisch-technischen Akademie für den entsprechenden gehobenen medizinisch-technischen Dienst erfolgreich absolviert sowie die kommissionelle Diplomprüfung erfolgreich abgelegt hat und dem hierüber ein Diplom ausgestellt wurde,
4. über die für die Berufsausübung notwendigen Sprachkenntnisse verfügt und
5. in das Gesundheitsberuferegister gemäß Gesundheitsberuferegister-Gesetz (GBRG), BGBl. I Nr. 87/2016, eingetragen ist.[2]

### Registrierung
Im Sinne der Patientensicherheit und der Qualitätssicherung sind alle Berufsgruppen der Gesundheits- und Krankenpflegeberufe sowie der gehobenen medizinisch-technischen Dienste seit 1. Juli 2018 zu einer Eintragung im Gesundheitsberuferegister (GBRG), BGBl. Nr. 87/2016 verpflichtet. Diese Registrierung ist Voraussetzung, um als Diaetologin/Diaetologe tätig werden zu dürfen und bildet somit ein weiteres Unterscheidungsmerkmal zu anderen Berufen im Ernährungssektor.

### Berufspflichten
Diaetologinnen und Diaetologen unterliegen folgenden Berufspflichten, welche im MTD-Gesetz BGBl. Nr. 460/1992 unter § 11 festgelegt sind. Sie sind verpflichtet ihren Beruf ohne Unterschied der Person gewissenhaft auszuüben und haben das Wohl und die Gesundheit der Patienten unter Einhaltung der hierfür geltenden Vorschriften und nach Maßgabe der fachlichen und wissenschaftlichen Erkenntnisse und Erfahrungen zu wahren.
- Dokumentationspflicht: Diaetologen sind verpflichtet das methodisch-berufliche Handeln im Rahmen der ernährungsmedizinischen Therapie zu dokumentieren. Dieser diaetologische Prozess umfasst alle Schritte der ernährungsmedizinischen Therapie von der Ernährungsanamnese bis zur Evaluierung.
- Auskunftspflicht
- Verschwiegenheitspflicht
- Fortbildungspflicht
- Anzeigepflicht[2]

## Ausbildung
Die Berufsausbildung erfolgt in Österreich seit dem Jahre 2005 an Fachhochschulen in Form eines Diaetologie-Studiums, welches mit dem akademischen Grad Bachelor of Science in Health Studies abgeschlossen wird. Die Ausbildung umfasst sechs Semester und den Erwerb von 180 ECTs-Punkten. Mit erfolgreichem Abschluss des Studiums erlangt man die Voraussetzungen für die Berufsberechtigung und die gesetzlich definierte Berufsbezeichnung. Die Zulassungsvoraussetzungen entsprechen den allgemeinen Voraussetzungen für Bachelorstudiengänge (allgemeine Universitätsreife, Berufsreifeprüfung, Studienberechtigungsprüfung oder relevante einschlägige berufliche Qualifikation). Zusätzlich muss die berufliche Eignung gewährleistet sein (z. B. gesundheitliche Eignung).
Derzeit erfolgt die Ausbildung an fünf Fachhochschul-Standorten in Österreich: Wien, Bad Gleichenberg, Innsbruck, St. Pölten und Linz. Pro Standort stehen eine unterschiedliche Anzahl an Studienplätzen zur Verfügung. Im Anschluss an das Bachelorstudium kann ein weiterführendes Masterstudium sowie ein Doktorats- bzw. PhD-Studium absolviert werden. Für Absolventen des Studiengangs Ernährungswissenschaften gibt es die Möglichkeit, einen Aufbaulehrgang in Angewandter Ernährungstherapie zu absolvieren und so die formalen Voraussetzungen für eine Berufsberechtigung im Bereich der Diaetologie zu erlangen. Dieser Lehrgang umfasst 60 ECTs, nach erfolgreichem Abschluss des Lehrgangs können die Absolventen zur Bachelorprüfung im Studiengang Diaetologie zugelassen werden.
Die zu erwerbenden fachlich-methodischen, sozial-kommunikativen und wissenschaftlichen Kompetenzen der Studierenden sind in der FH-MTD-Ausbildungsverordnung (FH-MTD-AV) BGBl.II Nr. 2/2006 geregelt. Die Ausbildungsinhalte umfassen u. a. folgende Bereiche:
- Ernährung des Menschen
- Medizin und Klinik
- Angewandtes Verpflegungs- und Ernährungsmanagement
- Angewandte Ernährungsmedizin und Diaetologie
- Evidenzbasierte Diaetologie
- Klienten- und Patientenedukation
- berufsspezifisches Management
- Qualitätssicherung

Die Ausbildung erfolgt sowohl theoretisch als auch praktisch. Von den insgesamt 180 ECTS sind 45 ECTS in Form einer praktischen Ausbildung zu absolvieren. Eine überwiegende Anzahl der Praktika wird an Krankenanstalten absolviert. Weitere Praktika sind in sonstigen Einrichtungen des Gesundheits- und Sozialwesens sowie im Rahmen von Wissenschaft und Forschung oder in der Industrie möglich. Die praktische Ausbildung hat die Bereiche Akutmedizin, Langzeitmedizin und Rehabilitation sowie Gesundheitsförderung und Prävention zu umfassen. Laut FH-AV-MTD sind mindestens zehn diaetologische Prozesse in den Pflichtbereichen durchzuführen.

## Tätigkeitsbereiche
Diaetologen arbeiten entweder in einem Anstellungsverhältnis in Krankenanstalten, Rehabilitationszentren, geriatrischen Einrichtungen, Ambulatorien, Arztpraxen, Apotheken, Einrichtungen der Gemeinschaftsverpflegung, Gesundheitshotels sowie in der Lebensmittelbranche, der Pharmaindustrie und Medienbranche oder/und in der Freiberuflichkeit.
Die häufigsten Krankheitsbilder, bei denen Diaetologen in die Behandlung mit eingebunden werden, sind:
- Adipositas (Krankhaftes Übergewicht)
- Nahrungsmittelallergien und Intoleranzen (Unverträglichkeiten)
- Diabetes Mellitus
- Gastroenterologische Erkrankungen (Erkrankungen des Verdauungstraktes wie entzündliche Magen-Darmerkrankungen, Bauchspeicheldrüsenerkrankungen, Lebererkrankungen …)
- Nephrologische Erkrankungen (Erkrankungen der Niere)
- Neurologische Erkrankungen (Schluckstörungen aufgrund neurologischer Erkrankungen wie Schlaganfällen, Schädel-Hirn-Traumen, Parkinson …)
- Onkologische Erkrankungen (Tumorerkrankungen)
- Osteoporose
- Rheumatische Erkrankungen
- Stoffwechselerkrankungen
- Mangelernährung
- Nach chirurgischen Eingriffen
- Bariatrik (Adipositaschirurgie)
- Herz-Kreislauferkrankungen

Zusätzlich sind Diaetologen in der Gesundheitsförderung und Primärprävention in folgenden Bereichen tätig:
- Gesunde Ernährung in jedem Lebensalter
- Ernährung in der Schwangerschaft und Stillzeit
- Sporternährung
- Lebensmittelindustrie
- Gemeinschaftsverpflegung

## Der Verband der Diaetologen Österreichs
Der Verband der Diaetologen Österreichs wurde im Jahre 1961 gegründet und ist die offizielle und anerkannte Berufsvertretung von Diaetologinnen und Diaetologen in Österreich. Der unabhängige Berufsverband vertritt die Berufsgruppe in allen berufsrelevanten Angelegenheiten und betreibt aktiv Berufspolitik. In diesem Zusammenhang hat sich der Verband zu einem wichtigen Partner im Gesundheitswesen entwickelt und ist in vielen bedeutenden Gremien und Organisationen vertreten. Der Verband ist Mitglied beim Dachverband der gehobenen medizinisch-technischen Dienste Österreichs, MTD Austria. Auch auf europäischer und internationaler Ebene ist der Verband der Diaetologen vertreten. So besteht ein intensiver Austausch und eine Zusammenarbeit mit dem Bundesverband der DiätassistentInnen Deutschlands und dem Schweizer Verband der Dipl. ErnährungsberaterInnen HF/FH. Europäisch ist der Verband Mitglied bei EFAD (European Federation of Dietitians Associations) und bei ICDA (International Confederation of Dietitans Associations).
Als Berufs- und Interessensvertretung werden u. a. folgende Aufgaben wahrgenommen:
- Weiterentwicklung des Berufsbildes
- Vertretung der Interessen gegenüber Ministerien, Politik und Organisationen
- Berufsschutz
- Qualitätssicherung
- Öffentlichkeitsarbeit und Medienarbeit

Mitgliederservice:
- Auskunft und Unterstützung bei berufsspezifischen und rechtlichen Fragestellungen
- Berufsspezifische Fort- und Weiterbildung
- Mitgliedermagazin „DIAETOLOGEN Journal“
- Jobbörse
- Fachlicher Austausch in diversen Arbeitsgruppen
- Regelmäßige Treffen und fachlicher Austausch in den Landesgruppen
- Netzwerk Freiberuflichkeit
- Beratungsmaterialien, Folder, Bücher
- u.v.m

### MTD-Austria
MTD-Austria ist der Dachverband der gehobenen medizinisch-technischen Dienste Österreichs. Der Verband wurde 1984 gegründet und vereint die sieben Berufsverbände der gehobenen medizinisch-technischen Dienste. Dazu zählen neben dem Verband der Diaetologen Österreichs, der Österreichische Berufsverband der Biomedizinischen Analytikeren, der Bundesverband der Ergotherapeuten Österreichs, der Berufsverband der Österreichischen Logopäden, der Verband der Orthoptisten Österreichs, der Bundesverband der Physiotherapeuten Österreichs sowie der Berufsfachverband für Radiologietechnologie Österreichs. Der Verein setzt sich für eine gemeinsame berufspolitische Entwicklung der MTD-Berufe ein und vertritt die Berufsgruppen in der Öffentlichkeit und auf politischer Ebene. Somit bildet MTD-Austria eine gemeinsame Interessensvertretung in Österreich.

### EFAD und ICDA
1978 wurde die EFAD (European Federation of the Associations of Dietitians) gegründet. Ein Dachverband, der alle Berufsverbände von Diaetologen in Europa vereinigt. Der EFAD gehören 33 nationale Berufsverbände an (Stand: 2018), damit repräsentiert die Vereinigung 35.000 Diaetologen in Europa.
Die ICDA (International Confederation of Dietetic Associations) vertritt die Berufsverbände auf internationaler Ebene.

### Berufsverbände in anderen deutschsprachigen Ländern
- Deutschland: Verband der Diätassistenten[27]
- Schweiz: Schweizerischer Verband der Ernährungsberater[28]
- Liechtenstein: Liechtensteinischer Verein Dipl. Ernährungsberater[29]

## Berufsbezeichnung in verschiedenen Ländern
- Dietitian (United Kingdom, Irland, USA, Kanada, Australien)
- Diätassistent (Deutschland, Österreich bis 2005)
- Diaetologe (Österreich)
- dipl. Ernährungsberater HF/FH (Schweiz)
- Ernährungstherapeut (Dietista) (Südtirol,Italien)
- Diplom-Ernährungsberater (Liechtenstein)
- Dietist (Niederlande, Belgien, Schweden)
- Diététicien (Frankreich, Belgien, Schweiz, Kanada)
- Dietista (Italien, Portugal, Spanien)
- Klinisk Dietist (Dänemark)
- Dietetyk (Polen)
- Dietistas (Litauen)
- Diaetetikus (Ungarn)
- Diyetisyen (Türkei)
- Klinisk ernæringsfysiolog (Norwegen)
- Ravitsemusterapeutti (Finnland)
- Διαιτολόγος (Griechenland)
- דיאטן קליני (Israel)
- diētas māsa (Lettland)
- 栄養管理士 (Japan)